# Campionati italiani paralimpici assoluti di atletica leggera indoor e invernali di lanci 2024
I campionati italiani paralimpici assoluti di atletica leggera indoor e invernali di lanci 2024 si sono svolti presso il PalaCasali di Ancona, dal 26 al 27 gennaio 2024.
Durante questa edizione dei campionati sono state siglate 38 nuove migliori prestazioni italiane:
- 60 m T11 maschili indoor: 7"92, Alessandro Cannata
- 60 m T11 femminili indoor: 8"34, Arjola Dedaj
- 60 m T12 maschili indoor: 7"47, Saliou Diane
- 60 m T12 femminili indoor: 8"21, Valentina Petrillo
- 60 m T33 maschili indoor: 15"14, Nicolas Zani
- 60 m T38 maschili indoor: 8"14, Gian Marco Ballin
- 60 m T43 maschili indoor: 8"46, Matteo Cappelletti
- 60 m T45 maschili indoor: 9"21, Renato Adamo
- 60 m T51 maschili indoor: 22"36, Giuseppe Testa
- 60 m T63 maschili indoor: 8"10, Alessandro Ossola
- 60 m T64 femminili indoor: 8"46, Giuliana Chiara Filippi
- 200 m T11 maschili indoor: 26"36, Alessandro Cannata
- 200 m T12 maschili indoor: 24"24, Makhoudia Mbengue
- 200 m T12 femminili indoor: 26"62, Valentina Petrillo
- 200 m T37 maschili indoor: 29"67, Simone Caldarera
- 200 m T38 maschili indoor: 26"82, Gian Marco Ballin
- 200 m T43 maschili indoor: 28"76, Matteo Cappelletti
- 200 m T45 maschili indoor: 31"50, Renato Adamo
- 200 m T63 maschili indoor: 30"41, Lorenzo Marcantognini
- 200 m T64 maschili indoor: 23"93, Francesco Loragno
- 400 m T11 maschili indoor: 59"10, Alessandro Cannata
- 400 m T13 maschili indoor: 53"97, Francesco Nicoli
- 400 m T20 maschili indoor: 49"85, Ndiaga Dieng
- 400 m T33 maschili indoor: 1'27"08, Nicolas Zani
- 400 m T36 maschili indoor: Cristian De Mase (fuori classifica)
- 400 m T38 maschili indoor: 1'02"21, Gian Marco Ballin
- 400 m T45 maschili indoor: 1'10"84, Renato Adamo
- 400 m T47 maschili indoor: 51"55, Riccardo Bagaini
- 1500 m T54 maschili indoor: Marco Maria Dolfin (fuori classifica)
- Salto in alto T12 femminile indoor: Qiu Mei Yan (fuori classifica)
- Salto in lungo T37 maschile indoor: 3,92 m, Simone Caldarera
- Salto in lungo T43 maschile indoor: 4,58 m, Matteo Cappelletti
- Salto in lungo T64 femminile indoor: 4,27 m, Giuliana Chiara Filippi
- Getto del peso F33 femminile: 3,31 m, Francesca Cavalieri
- Getto del peso F35 femminile: 6,78 m, Oxana Corso
- Lancio del disco F33 femminile: 6,85 m, Francesca Cavalieri
- Lancio del giavellotto F33 femminile: 5,96 m, Francesca Cavalieri
- Lancio del giavellotto F57 maschile: 25,23 m, Omar Diabang (fuori classifica)

## Risultati gare indoor

### Uomini
| Specialità | Cat.   | Oro                                                             | Prestazione | Argento                                                    | Prestazione            | Bronzo                                                      | Prestazione            |
| Corse |        |                                                                 |             |                                                            |                        |                                                             |                        |
| 60 m | T11    | Alessandro Cannata Non vedenti Milano                           | 7"92        | Gabriele Pirola Freemoving                                 | 8"07                   | Luca Aronica Freemoving                                     | 9"21                   |
| 60 m | T12    | Saliou Diane Omero Bergamo                                      | 7"47        | Makhoudia Mbengue Omero Bergamo                            | 7"52                   | Niccolò Pirosu Gruppo Sportivo Fiamme Azzurre               | 7"61                   |
| 60 m | T13    | Diego Levato Omero Bergamo                                      | 8"09        | Medaglie non assegnate                                     | Medaglie non assegnate | Medaglie non assegnate                                      | Medaglie non assegnate |
| 60 m | T33    | Nicolas Zani Gruppo Sportivo Sempione 82                        | 15"14       | Medaglie non assegnate                                     | Medaglie non assegnate | Medaglie non assegnate                                      | Medaglie non assegnate |
| 60 m | T35    | Andrea Terraneo Gruppo Sportivo Sempione 82                     | 11"09       | Medaglie non assegnate                                     | Medaglie non assegnate | Medaglie non assegnate                                      | Medaglie non assegnate |
| 60 m | T37    | Simone Caldarera Polisportiva Contessa                          | 9"25        | Riccardo Campus Sardegna Sport                             | 9"55                   | Cristian Bonaccina Handy Sport Ragusa                       | 10"41                  |
| 60 m | T38    | Gian Marco Ballin Assindustria Sport                            | 8"14        | Dragos Pislaras ASD Francesco Francia                      | 8"61                   | Massimo Mele ASD Nemo Cosenza                               | 11"65                  |
| 60 m | T43    | Matteo Cappelletti Anthropos                                    | 8"46        | Medaglie non assegnate                                     | Medaglie non assegnate | Medaglie non assegnate                                      | Medaglie non assegnate |
| 60 m | T44    | Marco Cicchetti Gruppo Sportivo Fiamme Azzurre                  | 7"60        | Emanuele Di Marino Gruppo Sportivo Fiamme Azzurre          | 7"81                   | Medaglia non assegnata                                      | Medaglia non assegnata |
| 60 m | T45    | Renato Adamo Polisportiva Parco Sport                           | 9"21        | Medaglie non assegnate                                     | Medaglie non assegnate | Medaglie non assegnate                                      | Medaglie non assegnate |
| 60 m | T51    | Giuseppe Testa Olympia Athletic Team                            | 22"36       | Medaglie non assegnate                                     | Medaglie non assegnate | Medaglie non assegnate                                      | Medaglie non assegnate |
| 60 m | T54    | Antonio Milano Freemoving                                       | 15"83       | Medaglie non assegnate                                     | Medaglie non assegnate | Medaglie non assegnate                                      | Medaglie non assegnate |
| 60 m | T62    | Davide Morana Gruppo Sportivo Sempione 82                       | 7"91        | Medaglie non assegnate                                     | Medaglie non assegnate | Medaglie non assegnate                                      | Medaglie non assegnate |
| 60 m | T63    | Alessandro Ossola Gruppo Sportivo Fiamme Azzurre                | 8"10        | Lorenzo Marcantognini Gruppo Sportivo Sempione 82          | 9"05                   | Medaglia non assegnata                                      | Medaglia non assegnata |
| 60 m | T64    | Marcell Amo Manu Gruppo Sportivo Fiamme Azzurre                 | 7"13        | Francesco Loragno Elite Academy Bari                       | 7"46                   | Simone Manigrasso Gruppo Sportivo Paralimpico Fiamme Gialle | 7"49                   |
| 60 m | T72    | Roberto Musiu Sardegna Sport                                    | 13"86       | Medaglie non assegnate                                     | Medaglie non assegnate | Medaglie non assegnate                                      | Medaglie non assegnate |
| 60 m | L2     | Mihai Fiacchi Handy Sport Ragusa                                | 7"54        | Massimo Salvau Sardegna Sport                              | 9"70                   | Medaglia non assegnata                                      | Medaglia non assegnata |
| 200 m | T11    | Alessandro Cannata Non vedenti Milano                           | 26"36       | Gabriele Pirola Freemoving                                 | 29"02                  | Luca Aronica Freemoving                                     | 33"78                  |
| 200 m | T12    | MBENGUE Makhoudia Mbengue Omero Bergamo                         | 24"24       | Saliou Diane Omero Bergamo                                 | 24"72                  | Pietro Cicero Polisportiva Contessa                         | 25"70                  |
| 200 m | T13    | Diego Levato Omero Bergamo                                      | 26"54       | Medaglie non assegnate                                     | Medaglie non assegnate | Medaglie non assegnate                                      | Medaglie non assegnate |
| 200 m | T37    | Simone Caldarera Polisportiva Contessa                          | 29"67       | Riccardo Campus Sardegna Sport                             | 32"38                  | Cristian Bonaccina Handy Sport Ragusa                       | 35"69                  |
| 200 m | T38    | Gian Marco Ballin Assindustria Sport                            | 26"82       | Matteo Morolli Rosa Running Team                           | 39"22                  | Massimo Mele Nemo Cosenza                                   | 43"10                  |
| 200 m | T43    | Matteo Cappelletti Anthropos                                    | 28"76       | Medaglie non assegnate                                     | Medaglie non assegnate | Medaglie non assegnate                                      | Medaglie non assegnate |
| 200 m | T45    | Renato Adamo Polisportiva Parco Sport                           | 31"50       | Medaglie non assegnate                                     | Medaglie non assegnate | Medaglie non assegnate                                      | Medaglie non assegnate |
| 200 m | T63    | Lorenzo Marcantognini Gruppo Sportivo Sempione 82               | 30"41       | Medaglie non assegnate                                     | Medaglie non assegnate | Medaglie non assegnate                                      | Medaglie non assegnate |
| 200 m | T64    | Francesco Loragno Elite Academy Bari                            | 23"93       | Francesco Imperio Nemo Cosenza                             | 26"19                  | Medaglia non assegnata                                      | Medaglia non assegnata |
| 200 m | L2     | Mihai Fiacchi Handy Sport Ragusa                                | 25"51       | Massimo Salvau Sardegna Sport                              | 37"10                  | Medaglia non assegnata                                      | Medaglia non assegnata |
| 400 m | T11    | Alessandro Cannata Non Vedenti Milano                           | 59"10       | Davide Foglio Rosa Running Team                            | 1'16"17                | Medaglia non assegnata                                      | Medaglia non assegnata |
| 400 m | T12    | Makhoudia Mbengue Omero Bergamo                                 | 55"86       | Niccolò Pirosu Gruppo Sportivo Fiamme Azzurre              | 57"07                  | Saliou Diane Omero Bergamo                                  | 57"31                  |
| 400 m | T13    | Francesco Nicoli ASD Francesco Francia                          | 53"97       | Diego Levato Omero Bergamo                                 | 1'05"25                | Medaglia non assegnata                                      | Medaglia non assegnata |
| 400 m | T20    | Ndiaga Dieng Gruppo Sportivo Paralimpico della Difesa           | 49"85       | Raffaele Di Maggio Anthropos                               | 52"46                  | Gabriele Brengola Anthropos                                 | 57"97                  |
| 400 m | T33    | Nicolas Zani Gruppo Sportivo Sempione 82                        | 1'27"08     | Medaglie non assegnate                                     | Medaglie non assegnate | Medaglie non assegnate                                      | Medaglie non assegnate |
| 400 m | T37    | Riccardo Campus Sardegna Sport                                  | 1'12"77     | Fabrizio Minerba Sardegna Sport                            | 1'25"91                | Cristian Bonaccina Handy Sport Ragusa                       | 1'37"39                |
| 400 m | T38    | Gian Marco Ballin Assindustria Sport                            | 1'02"21     | Medaglie non assegnate                                     | Medaglie non assegnate | Medaglie non assegnate                                      | Medaglie non assegnate |
| 400 m | T45    | Renato Adamo Polisportiva Parco Sport                           | 1'10"84     | Medaglie non assegnate                                     | Medaglie non assegnate | Medaglie non assegnate                                      | Medaglie non assegnate |
| 400 m | T46-47 | Riccardo Bagaini (T47) Gruppo Sportivo Paralimpico della Difesa | 51"55       | Medaglie non assegnate                                     | Medaglie non assegnate | Medaglie non assegnate                                      | Medaglie non assegnate |
| 400 m | T54    | Antonio Milano Freemoving                                       | 1'18"76     | Medaglie non assegnate                                     | Medaglie non assegnate | Medaglie non assegnate                                      | Medaglie non assegnate |
| 400 m | T64    | Pierluigi Maggio ASD Tre Casali                                 | 1'19"62     | Medaglie non assegnate                                     | Medaglie non assegnate | Medaglie non assegnate                                      | Medaglie non assegnate |
| 400 m | L2     | Mihai Fiacchi Handy Sport Ragusa                                | 57"62       | Medaglie non assegnate                                     | Medaglie non assegnate | Medaglie non assegnate                                      | Medaglie non assegnate |
| 800 m | T11    | Davide Foglio Rosa Running Team                                 | 3'02"50     | Medaglie non assegnate                                     | Medaglie non assegnate | Medaglie non assegnate                                      | Medaglie non assegnate |
| 800 m | T12    | Paolo Perna Freemoving                                          | 2'48"21     | Marco Zingarelli Rosa Running Team                         | 3'04"39                | Medaglia non assegnata                                      | Medaglia non assegnata |
| 800 m | T20    | Orazio Maria Asta ASD Francesco Francia                         | 2'21"25     | Marco Maselli Elite Academy Bari                           | 2'25"54                | Gianluca Scanu Polisportiva Luna e Sole                     | 2'28"71                |
| 800 m | T38    | Andrea Verzeletti Rosa Running Team                             | 2'32"54     | Medaglie non assegnate                                     | Medaglie non assegnate | Medaglie non assegnate                                      | Medaglie non assegnate |
| 800 m | T46-47 | Michele Ricciardi Gruppo Sportivo Paralimpico della Difesa      | 2'33"34     | Medaglie non assegnate                                     | Medaglie non assegnate | Medaglie non assegnate                                      | Medaglie non assegnate |
| 800 m | T54    | Antonio Milano Freemoving                                       | 2'40"41     | Medaglie non assegnate                                     | Medaglie non assegnate | Medaglie non assegnate                                      | Medaglie non assegnate |
| 800 m | T64    | Pierluigi Maggio ASD Tre Casali                                 | 2'51"75     | Medaglie non assegnate                                     | Medaglie non assegnate | Medaglie non assegnate                                      | Medaglie non assegnate |
| 1500 m | T12    | Giovanni Pili D'Ottavio Olympia Athletic Team                   | 5'09"84     | Antonio dei Nobili Real Eyes Sport                         | 5'10"12                | Marco Zingarelli Rosa Running Team                          | 6'09"68                |
| 1500 m | T20    | Orazio Maria Asta ASD Francesco Francia                         | 4'49"31     | Marco Maselli Elite Academy Bari                           | 4'49"60                | Felice Mastrandrea Keep Fit                                 | 4'51"79                |
| 1500 m | T38    | Andrea Verzeletti Rosa Running Team                             | 5'13"70     | Medaglie non assegnate                                     | Medaglie non assegnate | Medaglie non assegnate                                      | Medaglie non assegnate |
| 1500 m | T46-47 | Michele Pasquazzo Atletica Valle di Cembra                      | 4'55"73     | Michele Ricciardi Gruppo Sportivo Paralimpico della Difesa | 5'07"00                | Nicola Rocca Olympia Athletic Team                          | 5'31"12                |
| Concorsi |        |                                                                 |             |                                                            |                        |                                                             |                        |
| Salto in lungo | T11-12 | Pietro Cicero (T12) Polisportiva Contessa                       | 5,21 m      | Francesco Cortinovis (T12) Real Eyes Sport                 | 4,89 m                 | Medaglia non assegnata                                      | Medaglia non assegnata |
| Salto in lungo | T20    | Salvatore Bianca Anthropos                                      | 5,12 m      | Carlo Corallini Anthropos                                  | 4,19 m                 | Gianluca Scanu Polisportiva Luna e Sole                     | 4,19 m                 |
| Salto in lungo | T37    | Simone Caldarera Polisportiva Contessa                          | 3,92 m      | Medaglie non assegnate                                     | Medaglie non assegnate | Medaglie non assegnate                                      | Medaglie non assegnate |
| Salto in lungo | T43-44 | Marco Cicchetti (T44) Gruppo Sportivo Fiamme Azzurre            | 6,69 m      | Matteo Cappelletti (T43) Anthropos                         | 4,58 m                 | Medaglia non assegnata                                      | Medaglia non assegnata |
| Salto in lungo | T64    | Roberto La Barbera Gruppo Sportivo Pegaso                       | 6,02 m      | Medaglie non assegnate                                     | Medaglie non assegnate | Medaglie non assegnate                                      | Medaglie non assegnate |
| record mondiale; record mondiale stagionale; record europeo; record europeo stagionale; record dei campionati; record nazionale; record personale; record personale stagionale. |        |                                                                 |             |                                                            |                        |                                                             |                        |

### Donne
| Specialità | Cat.   | Oro                                                  | Prestazione | Argento                                          | Prestazione            | Bronzo                               | Prestazione             |
| Corse |        |                                                      |             |                                                  |                        |                                      |                         |
| 60 m | T11    | Arjola Dedaj Non Vedenti Milano                      | 8"34        | Benedetta Lincetto Atletica Riviera del Brenta   | 11"05                  | Isabella Buffa Freemoving            | 17"81                   |
| 60 m | T12    | Valentina Petrillo Omero Bergamo                     | 8"21        | Giorgia Fascetta Omero Bergamo                   | 8"92                   | Camilla Bertolini Freemoving         | 9"83                    |
| 60 m | T33    | Francesca Cavalieri Handy Sport Ragusa               | 26"38       | Medaglie non assegnate                           | Medaglie non assegnate | Medaglie non assegnate               | Medaglie non assegnate  |
| 60 m | T35    | Diana Ioana Moraru Atletica Grosseto Banca Tema      | 12"93       | Mariavittoria Gregorelli Rosa Running Team       | 14"34                  | Medaglia non assegnata               | Medaglia non assegnata  |
| 60 m | T37    | Francesca Cipelli Veneto Special Sport               | 10"22       | Medaglie non assegnate                           | Medaglie non assegnate | Medaglie non assegnate               | Medaglie non assegnate  |
| 60 m | T38    | Luana De Grandis Rosa Running Team                   | 12"33       | Maria Luisa Garatti Rosa Running Team            | 12"53                  | Marina Parisio Rosa Running Team     | 13"62                   |
| 60 m | T54    | Maria Battaglia Handy Sport Ragusa                   | 22"72       | Medaglie non assegnate                           | Medaglie non assegnate | Medaglie non assegnate               | Medaglie non assegnate  |
| 60 m | T63    | Martina Caironi G.S. Paralimpico Fiamme Gialle       | 9"11        | Ambra Sabatini G.S. Paralimpico Fiamme Gialle    | 9"13                   | Medaglia non assegnata               | Medaglia non assegnata  |
| 60 m | T64    | Giuliana Chiara Filippi Atletica Rotaliana           | 8"46        | Medaglie non assegnate                           | Medaglie non assegnate | Medaglie non assegnate               | Medaglie non assegnate  |
| 60 m | L2     | Sara Vargetto Athletica Vaticana                     | 16"52       | Medaglie non assegnate                           | Medaglie non assegnate | Medaglie non assegnate               | Medaglie non assegnate  |
| 60 m | L3     | Michelle Calzolaio Anthropos                         | 10"21       | Medaglie non assegnate                           | Medaglie non assegnate | Medaglie non assegnate               | Medaglie non assegnate  |
| 200 m | T11    | Benedetta Lincetto Atletica Riviera del Brenta       | 39"37       | Medaglie non assegnate                           | Medaglie non assegnate | Medaglie non assegnate               | Medaglie non assegnate  |
| 200 m | T12    | Valentina Petrillo Omero Bergamo                     | 26"62       | Giorgia Fascetta Omero Bergamo                   | 29"63                  | Anna Maria Mencoboni Anthropos       | 35"30                   |
| 200 m | T35    | Mariavittoria Gregorelli Rosa Running Team           | 57"48       | Medaglie non assegnate                           | Medaglie non assegnate | Medaglie non assegnate               | Medaglie non assegnate  |
| 200 m | T38    | Maria Luisa Garatti Rosa Running Team                | 45"23       | Luana De Grandis Rosa Running Team               | 51"06                  | Marina Parisio Rosa Running Team     | 51"75                   |
| 200 m | T54    | Maria Battaglia Handy Sport Ragusa                   | 1'17"34     | Medaglie non assegnate                           | Medaglie non assegnate | Medaglie non assegnate               | Medaglie non assegnate  |
| 200 m | L2     | Sara Vargetto Athletica Vaticana                     | 50"64       | Medaglie non assegnate                           | Medaglie non assegnate | Medaglie non assegnate               | Medaglie non assegnate  |
| 200 m | L3     | Michelle Calzolaio Anthropos                         | 36"68       | Medaglie non assegnate                           | Medaglie non assegnate | Medaglie non assegnate               | Medaglie non assegnate  |
| 400 m | T11    | Agnese Zandoli Atletica ASI Roma                     | 1'27"47     | Medaglie non assegnate                           | Medaglie non assegnate | Medaglie non assegnate               | Medaglie non assegnate  |
| 400 m | T12    | Valentina Petrillo Omero Bergamo                     | 1'11"94     | Sara Cocciu Polisportiva Luna e Sole             | 1'27"56                | Medaglia non assegnata               | Medaglia non assegnata  |
| 400 m | T20    | Alice Peltz Polisportiva Luna e Sole                 | 1'22"72     | Viola Miclini CUS Brescia                        | 1'35"80                | Chiara Statzu Sardegna Sport         | 1'36"79                 |
| 400 m | T35    | Cristina Caironi Omero Bergamo                       | 1'45"41     | Medaglie non assegnate                           | Medaglie non assegnate | Medaglie non assegnate               | Medaglie non assegnate  |
| 400 m | L2     | Sara Vargetto Athletica Vaticana                     | 1'44"14     | Medaglie non assegnate                           | Medaglie non assegnate | Medaglie non assegnate               | Medaglie non assegnate  |
| 800 m | T11    | Agnese Zandoli Atletica ASI Roma                     | 3'31"25     | Medaglie non assegnate                           | Medaglie non assegnate | Medaglie non assegnate               | Medaglie non assegnate  |
| 800 m | T12    | Sara Cocciu Polisportiva Luna e Sole                 | 3'28"00     | Medaglie non assegnate                           | Medaglie non assegnate | Medaglie non assegnate               | Medaglie non assegnate  |
| 800 m | T20    | Viola Miclini CUS Brescia                            | 3'43"43     | Medaglie non assegnate                           | Medaglie non assegnate | Medaglie non assegnate               | Medaglie non assegnate  |
| 800 m | T35    | Cristina Caironi Omero Bergamo                       | 3'56"79     | Medaglie non assegnate                           | Medaglie non assegnate | Medaglie non assegnate               | Medaglie non assegnate  |
| Concorsi |        |                                                      |             |                                                  |                        |                                      |                         |
| Salto in alto | T12    | Anna Maria Mencoboni Anthropos                       | 1,14 m      | Medaglie non assegnate                           | Medaglie non assegnate | Medaglie non assegnate               | Medaglie non assegnate  |
| Salto in lungo | T11-12 | Arjola Dedaj (T11) Non Vedenti Milano                | 4,45 m      | Giorgia Fascetta (T12) Omero Bergamo             | 4,25 m                 | Anna Maria Mencoboni (T12) Anthropos | 3,69 m                  |
| Salto in lungo | T20    | Viola Miclini CUS Brescia                            | 1,43 m      | Medaglie non assegnate                           | Medaglie non assegnate | Medaglie non assegnate               | Medaglie non assegnate  |
| Salto in lungo | T37    | Francesca Cipelli Veneto Special Sport               | 3,63 m      | Medaglie non assegnate                           | Medaglie non assegnate | Medaglie non assegnate               | Medaglie non assegnate  |
| Salto in lungo | T63-64 | Martina Caironi (T63) G.S. Paralimpico Fiamme Gialle | 4,73 m      | Giuliana Chiara Filippi (T64) Atletica Rotaliana | 4,27 m                 | Medaglia non assegnatea              | Medaglia non assegnatea |
| record mondiale; record mondiale stagionale; record europeo; record europeo stagionale; record dei campionati; record nazionale; record personale; record personale stagionale. |        |                                                      |             |                                                  |                        |                                      |                         |

## Risultati gare invernali di lanci

### Uomini
| Specialità | Cat.      | Oro                                                               | Prestazione | Argento                                                         | Prestazione            | Bronzo                                       | Prestazione            |                        |                        |                        |                        |                        |                        |                        |                        |                        |                        |                        |                        |                        |                        |                        |                        |                        |                        |                        |                        |
| Getto del peso | F12-13    | Emanuele Pangher (F13) Polisportiva Aspet                         | 9,86 m      | Matteo Chiarlone (F12) CUS Brescia                              | 7,61 m                 | Medaglia non assegnata                       | Medaglia non assegnata |                        |                        |                        |                        |                        |                        |                        |                        |                        |                        |                        |                        |                        |                        |                        |                        |                        |                        |                        |                        |
| Getto del peso | F20       | Luigi Casadei Anthropos                                           | 9,72 m      | Cristian Lella Cortina Energym                                  | 9,60 m                 | Angelo Pellegrini Olympia Athletic Team      | 7,98 m                 |                        |                        |                        |                        |                        |                        |                        |                        |                        |                        |                        |                        |                        |                        |                        |                        |                        |                        |                        |                        |
| Getto del peso | F32-33    | Giuseppe Campoccio (F33) Gruppo Sportivo Paralimpico della Difesa | 11,01 m     | Antonino Puglisi (F32) Handy Sport Ragusa                       | 6,58 m                 | Enrico Benes (F33) Anthropos                 | 4,51 m                 |                        |                        |                        |                        |                        |                        |                        |                        |                        |                        |                        |                        |                        |                        |                        |                        |                        |                        |                        |                        |
| Getto del peso | F34       | Jonatha Riderelli Anthropos                                       | 4,68 m      | Giovanni Loiacono Anthropos                                     | 4,48 m                 | Roberto Ragusa Veronica Polisportiva Aspet   | 3,77 m                 |                        |                        |                        |                        |                        |                        |                        |                        |                        |                        |                        |                        |                        |                        |                        |                        |                        |                        |                        |                        |
| Getto del peso | F35-36-37 | Simone Giovarruscio (F37) Athletic Terni                          | 9,64 m      | Giancarlo Fiore (F37) Handy Sport Ragusa                        | 7,30 m                 | Fabio Staffolani (F36) Santo Stefano Sport   | 6,75 m                 |                        |                        |                        |                        |                        |                        |                        |                        |                        |                        |                        |                        |                        |                        |                        |                        |                        |                        |                        |                        |
| Getto del peso | F46       | Mircea Iuras Olympia Athletic Team                                | 6,70 m      | Giuseppe Mannino Polisportiva Parco Sport                       | 6,28 m                 | Medaglia non assegnata                       | Medaglia non assegnata |                        |                        |                        |                        |                        |                        |                        |                        |                        |                        |                        |                        |                        |                        |                        |                        |                        |                        |                        |                        |
| Getto del peso | F54-55    | Gabriele Fella (F55) Anthropos                                    | 7,19 m      | Giuseppe Mazzolani (F55) Santo Stefano Sport                    | 6,90 m                 | Bashar Madjid Mekkalaf (F55) Polha Varese    | 5,95 m                 |                        |                        |                        |                        |                        |                        |                        |                        |                        |                        |                        |                        |                        |                        |                        |                        |                        |                        |                        |                        |
| Getto del peso | F56-57    | Ottavio Marrobio (F57) Gruppo Sportivo Paralimpico della Difesa   | 7,93 m      | Moreno Marchetti (F57) Gruppo Sportivo Paralimpico della Difesa | 7,89 m                 | Mersed Becirovic (F57) Athletic Terni        | 6,84 m                 |                        |                        |                        |                        |                        |                        |                        |                        |                        |                        |                        |                        |                        |                        |                        |                        |                        |                        |                        |                        |
| Getto del peso | F63-64    | Antonio Acciarino (F63) Athletic Terni                            | 8,03 m      | Endri Bani (F64) Anthropos                                      | 8,34 m                 | Medaglia non assegnata                       | Medaglia non assegnata |                        |                        |                        |                        |                        |                        |                        |                        |                        |                        |                        |                        |                        |                        |                        |                        |                        |                        |                        |                        |
| Getto del peso | L2        | Mihai Fiacchi Handy Sport Ragusa                                  | 9,11 m      | Medaglie non assegnate                                          | Medaglie non assegnate | Medaglie non assegnate                       | Medaglie non assegnate |                        |                        |                        |                        |                        |                        |                        |                        |                        |                        |                        |                        |                        |                        |                        |                        |                        |                        |                        |                        |
| Lancio del disco | F12-13    | Emanuele Pangher (F13) Polisportiva Aspet                         | 37,98 m     | Matteo Chiarlone (F12) CUS Brescia                              | 20,70 m                | Medaglia non assegnata                       | Medaglia non assegnata |                        |                        |                        |                        |                        |                        |                        |                        |                        |                        |                        |                        |                        |                        |                        |                        |                        |                        |                        |                        |
| Lancio del disco | F32-33-34 | Giuseppe Campoccio (F33) Gruppo Sportivo Paralimpico della Difesa | 21,42 m     | Antonino Puglisi (F32) Andy Sport Ragusa                        | 7,91 m                 | Giovanni Loiacono (F34) Anthropos            | 14,00 m                |                        |                        |                        |                        |                        |                        |                        |                        |                        |                        |                        |                        |                        |                        |                        |                        |                        |                        |                        |                        |
| Lancio del disco | F35-36-37 | Simone Giovarruscio (F37) Athletic Terni                          | 36,27 m     | Fabio Staffolani (F36) Santo Stefano Sport                      | 17,51 m                | Giancarlo Fiore (F37) Handy Sport Ragusa     | 23,83 m                |                        |                        |                        |                        |                        |                        |                        |                        |                        |                        |                        |                        |                        |                        |                        |                        |                        |                        |                        |                        |
| Lancio del disco | F46       | Giuseppe Mannino Polisportiva Parco Sport                         | 20,78 m     | Mircea Iuras Olympia Athletic Team                              | 17,12 m                | Medaglia non assegnata                       | Medaglia non assegnata |                        |                        |                        |                        |                        |                        |                        |                        |                        |                        |                        |                        |                        |                        |                        |                        |                        |                        |                        |                        |
| Lancio del disco | F54-55    | Bashar Madjid Mekkalaf (F55) Polha Varese                         | 22,94 m     | Gabriele Fella (F55) Anthropos                                  | 20,89 m                | Flavio Menardi (F54) Cortina Energym         | 16,30 m                |                        |                        |                        |                        |                        |                        |                        |                        |                        |                        |                        |                        |                        |                        |                        |                        |                        |                        |                        |                        |
| Lancio del disco | F56-57    | Mersed Becirovic (F57) Athletic Terni                             | 20,87 m     | Moreno Marchetti (F57) Gruppo Sportivo Paralimpico della Difesa | 20,43 m                | Salvatore Nitto (F57) Polisportiva Aspet     | 17,33 m                |                        |                        |                        |                        |                        |                        |                        |                        |                        |                        |                        |                        |                        |                        |                        |                        |                        |                        |                        |                        |
| Lancio del disco | F63-64    | Lorenzo Tonetto Società Sportiva Trionfo Ligure                   | 41,72 m     | Antonio Acciarino Athletic Terni                                | 25,13 m                | Medaglia non assegnata                       | Medaglia non assegnata |                        |                        |                        |                        |                        |                        |                        |                        |                        |                        |                        |                        |                        |                        |                        |                        |                        |                        |                        |                        |
| Lancio del disco | L2        | Mihai Fiacchi Handy Sport Ragusa                                  | 22,33 m     | Massimo Salvau Sardegna Sport                                   | 17,39 m                | Medaglia non assegnata                       | Medaglia non assegnata |                        |                        |                        |                        |                        |                        |                        |                        |                        |                        |                        |                        |                        |                        |                        |                        |                        |                        |                        |                        |
| Lancio del giavellotto | F12-13    | Emanuele Pangher (F13) Polisportiva Aspet                         | 30,60 m     | Matteo Chiarlone (F12) CUS Brescia                              | 20,90 m                | Medaglia non assegnata                       | Medaglia non assegnata |                        |                        |                        |                        |                        |                        |                        |                        |                        |                        |                        |                        |                        |                        |                        |                        |                        |                        |                        |                        |
| Lancio del giavellotto | F32-34    | Giuseppe Campoccio (F33) Gruppo Sportivo Paralimpico della Difesa | 24,43 m     | Enrico Benes (F33) Anthropos                                    | 10,31 m                | Jonatha Riderelli (F34) Anthropos            | 9,87 m                 |                        |                        |                        |                        |                        |                        |                        |                        |                        |                        |                        |                        |                        |                        |                        |                        |                        |                        |                        |                        |
| Lancio del giavellotto | F37       | Simone Giovarruscio Athletic Terni                                | 27,76 m     | Giancarlo Fiore Handy Sport Ragusa                              | 17,61 m                | Mario Ratti Polisportiva Contesse            | 14,13 m                |                        |                        |                        |                        |                        |                        |                        |                        |                        |                        |                        |                        |                        |                        |                        |                        |                        |                        |                        |                        |
| Lancio del giavellotto | F46       | Giovanni Mazzette Atletica L'Aquila                               | 22,80 m     | Giuseppe Mannino Polisportiva Parco Sport                       | 18,93 m                | Medaglia non assegnata                       | Medaglia non assegnata |                        |                        |                        |                        |                        |                        |                        |                        |                        |                        |                        |                        |                        |                        |                        |                        |                        |                        |                        |                        |
| Lancio del giavellotto | F54-55    | Gabriele Fella (F55) Anthropos                                    | 18,85 m     | Flavio Menardi (F54) Cortina Energym                            | 16,12 m                | Giuseppe Mazzolani (F55) Santo Stefano Sport | 15,62 m                |                        |                        |                        |                        |                        |                        |                        |                        |                        |                        |                        |                        |                        |                        |                        |                        |                        |                        |                        |                        |
| Lancio del giavellotto | F56-57    | Mersed Becirovic (F57) Athletic Terni                             | 15,90 m     | Moreno Marchetti (F57) Gruppo Sportivo Paralimpico della Difesa | 15,41 m                | Fabrizio Caselli (F56) Cortina Energym       | 11,14 m                |                        |                        |                        |                        |                        |                        |                        |                        |                        |                        |                        |                        |                        |                        |                        |                        |                        |                        |                        |                        |
| Lancio del giavellotto | F63-64    | Endri Bani (F64) Anthropos                                        | 23,14 m     | Antonio Acciarino (F63) Athletic Terni                          | 19,07 m                | Medaglia non assegnata                       | Medaglia non assegnata |                        |                        |                        |                        |                        |                        |                        |                        |                        |                        |                        |                        |                        |                        |                        |                        |                        |                        |                        |                        |
| Lancio del giavellotto | L2        | Mihai Fiacchi Handy Sport Ragusa                                  | 32,82 m     | Medaglie non assegnate                                          | Medaglie non assegnate | Medaglie non assegnate                       | Medaglie non assegnate | Medaglie non assegnate | Medaglie non assegnate | Medaglie non assegnate | Medaglie non assegnate | Medaglie non assegnate | Medaglie non assegnate | Medaglie non assegnate | Medaglie non assegnate | Medaglie non assegnate | Medaglie non assegnate | Medaglie non assegnate | Medaglie non assegnate | Medaglie non assegnate | Medaglie non assegnate | Medaglie non assegnate | Medaglie non assegnate | Medaglie non assegnate | Medaglie non assegnate | Medaglie non assegnate | Medaglie non assegnate |
| Lancio della clava | F32       | Antonino Puglisi Handy Sport Ragusa                               | 17,34 m     | Medaglie non assegnate                                          | Medaglie non assegnate | Medaglie non assegnate                       | Medaglie non assegnate | Medaglie non assegnate | Medaglie non assegnate | Medaglie non assegnate | Medaglie non assegnate | Medaglie non assegnate | Medaglie non assegnate | Medaglie non assegnate | Medaglie non assegnate | Medaglie non assegnate | Medaglie non assegnate | Medaglie non assegnate | Medaglie non assegnate | Medaglie non assegnate | Medaglie non assegnate | Medaglie non assegnate | Medaglie non assegnate | Medaglie non assegnate | Medaglie non assegnate | Medaglie non assegnate | Medaglie non assegnate |
| record mondiale; record mondiale stagionale; record europeo; record europeo stagionale; record dei campionati; record nazionale; record personale; record personale stagionale. |           |                                                                   |             |                                                                 |                        |                                              |                        |                        |                        |                        |                        |                        |                        |                        |                        |                        |                        |                        |                        |                        |                        |                        |                        |                        |                        |                        |                        |

### Donne
| Specialità | Cat.      | Oro                                              | Prestazione | Argento                                             | Prestazione            | Bronzo                                      | Prestazione            |
| Getto del peso | F11       | Assunta Legnante Anthropos                       | 12,24 m     | Elena Favaretto Sport Atlante                       | 5,96 m                 | Medaglia non assegnata                      | Medaglia non assegnata |
| Getto del peso | F20       | Chiara Masia Polisportiva Luna e Sole            | 9,06 m      | Alice Peltz Polisportiva Luna e Sole                | 5,89 m                 | Irene Bonora CUS Brescia                    | 2,23 m                 |
| Getto del peso | F32-33    | Francesca Cavalieri (F33) Handy Sport Ragusa     | 3,31 m      | Carmela Marino (F32) Handy Sport Ragusa             | 1,55 m                 | Medaglia non assegnata                      | Medaglia non assegnata |
| Getto del peso | F35-37-38 | Oxana Corso (F35) G.S. Paralimpico Fiamme Gialle | 6,78 m      | Elena Mossi (F38) Olympia Athletic Team             | 5,73 m                 | Maria Luisa Garatti (F38) Rosa Running Team | 5,37 m                 |
| Getto del peso | F54-55-57 | Carmen Acunto (F55) Handy Sport Ragusa           | 5,26 m      | Aurora Noè (F54) Handy Sport Ragusa                 | 3,32 m                 | Maria Battaglia (F57) Handy Sport Ragusa    | 3,29 m                 |
| Lancio del disco | F11       | Assunta Legnante Anthropos                       | 29,62 m     | Elena Favaretto Sport Atlante                       | 18,36 m                | Medaglia non assegnata                      | Medaglia non assegnata |
| Lancio del disco | F32-33    | Francesca Cavalieri (F33) Handy Sport Ragusa     | 6,85 m      | Carmela Marino (F32) Handy Sport Ragusa             | 3,27 m                 | Medaglia non assegnata                      | Medaglia non assegnata |
| Lancio del disco | F35-37    | Letizia Baria (F37) Pistoiatletica 1983          | 16,55 m     | Sonia D'Addabbo (F37) Keep Fit                      | 15,61 m                | Agnieszka Ciesla (F37) Santo Stefano Sport  | 13,55 m                |
| Lancio del disco | F54-55-57 | Carmen Acunto (F55) Handy Sport Ragusa           | 12,99 m     | Aurora Noè (F54) Handy Sport Ragusa                 | 8,43 m                 | Maria Battaglia (F57) Handy Sport Ragusa    | 7,70 m                 |
| Lancio del giavellotto | F11       | Elena Favaretto Sport Atlante                    | 9,79 m      | Medaglie non assegnate                              | Medaglie non assegnate | Medaglie non assegnate                      | Medaglie non assegnate |
| Lancio del giavellotto | F33       | Francesca Cavalieri Handy Sport Ragusa           | 5,96 m      | Medaglie non assegnate                              | Medaglie non assegnate | Medaglie non assegnate                      | Medaglie non assegnate |
| Lancio del giavellotto | F35-37-38 | Sonia D'Addabbo (F37) Keep Fit                   | 12,58 m     | Letizia Baria (F37) Pistoiatletica 1983             | 12,07 m                | Anna Pia Di Stefano (F35) Keep Fit          | 8,09 m                 |
| Lancio del giavellotto | F54-55-57 | Carmen Acunto (F55) Handy Sport Ragusa           | 11,05 m     | Aurora Noè (F54) Handy Sport Ragusa                 | 7,58 m                 | Maria Battaglia (F57) Handy Sport Ragusa    | 6,71 m                 |
| Lancio della clava | F31-32    | Carmela Marino (F32) Handy Sport Ragusa          | 8,06 m      | Nunzia Pia De Francesco (F31) Olympia Athletic Team | 2,54 m                 | Medaglia non assegnata                      | Medaglia non assegnata |
| record mondiale; record mondiale stagionale; record europeo; record europeo stagionale; record dei campionati; record nazionale; record personale; record personale stagionale. |           |                                                  |             |                                                     |                        |                                             |                        |